# 辽中南地区

辽中南地区地理位置与城市分布
1：沈阳市、2：大连市、3：鞍山市、4：抚顺市、5：本溪市、6：丹东市、7：营口市、8：辽阳市、9：盘锦市、10：铁岭市

辽中南地区又称为辽中南城市群，是中国的一个经济区和重工业基地，隶属于环渤海经济圈，下辖沈阳经济区和辽宁沿海经济带，覆盖了辽宁省的沈阳、大连、鞍山、抚顺、本溪、丹东、营口、辽阳、盘锦、铁岭等10个城市。

## 地理
辽中南地区位于东北亚经济圈，中国东北地区南部，环渤海地区的北翼，包括辽宁省中部和南部的部分地区，向西邻接京津冀城市群，向南面向渤海与黄海，与山东半岛经济区隔海相望，向北连接哈长城市群，向东则邻接朝鲜半岛。地区内西部位于东北平原，地势开阔；东部位于长白山山脉余脉，为丘陵地带。该地区属于温带大陆型季风气候区，日照丰富，春季秋季时间短，东部丘陵地区年降水量在1100毫米以上；西部平原地区年降水量在600毫米左右。境内主要有辽河、鸭绿江等水系，淡水资源充沛。

## 人口和城市化
辽中南地区城市密集，城市化水平高。2010年进行的中国第六次全国人口普查的数据显示，辽中南地区的总人口为3313.23万人，其中城镇人口为2247.44万人，城市化比例达到了67.83%，高于中国平均水平的49.83%。其中沈阳、大连、抚顺、本溪的城市化率超过了70%。

## 历史

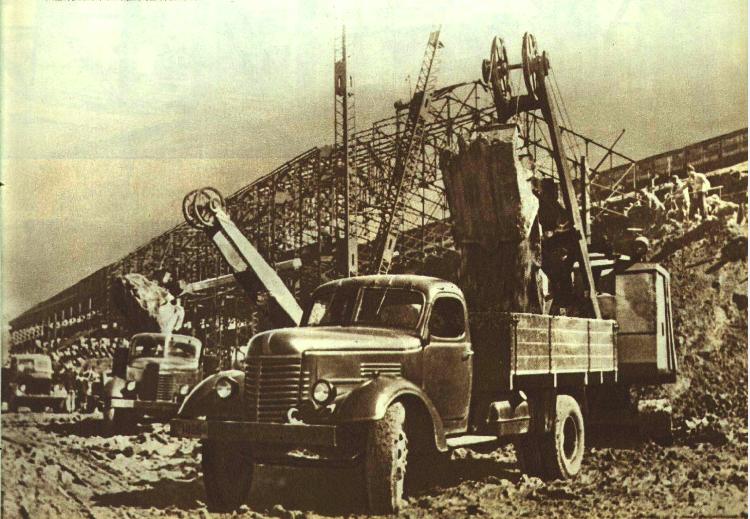
1952年的鞍山钢铁

辽中南地区依托于中国东北地区丰富的矿产资源，初期主要发展重化工工业和能源工业，而后逐步进行基础设施与生产设施等的建设，发展上下游的供应产业与加工产业以及相关的服务业，逐渐形成了目前的城市群。近年来，辽中南地区主要以沈阳和大连为中心，多条轴线连接周边城市，并同时发展沿海地区的港口产业，增加沿海城市的吸引力。但由于该地区经济主要还是依托于资源，产业结构相对单一，近年经济逐渐下滑，为了改善现状，中国政府于2006年发布了振兴东北老工业基地的政策，其适用地区就包括辽中南地区。

## 交通

### 铁路

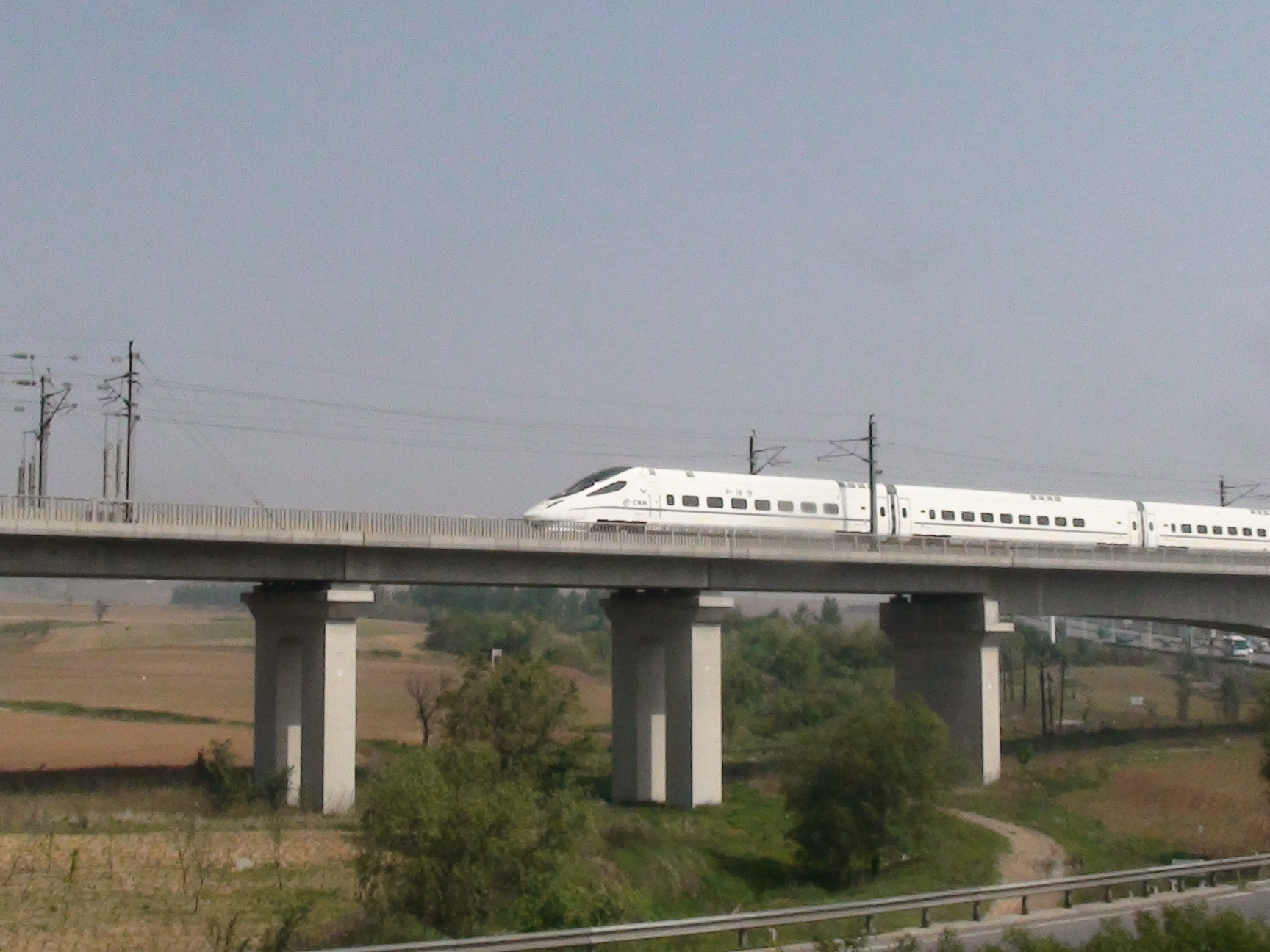
秦沈客运专线

辽中南地区铁路网发达，2016年中华人民共和国国务院批复的《中长期铁路网规划》中提出建设辽中南地区的城际铁路骨架网。其中目前建成的高速铁路有哈大高速铁路、盘营客运专线、沈丹客运专线、丹大城际铁路、秦沈客运专线。普通铁路方面，有京哈铁路、沈大铁路、沈山铁路、新义铁路、沟海铁路、大郑铁路、沈丹铁路、丹大铁路、凤上铁路、通灌铁路、金庄铁路、营口铁路、沙鲅铁路、龙港铁路、田五铁路、白老铁路、金窑铁路、旅顺铁路等交织于辽中南地区。

### 公路
辽中南地区公路密集，有 京哈高速、 鹤大高速、 沈海高速、 丹锡高速、 丹阜高速、 阜锦高速、 皮长高速公路、 庄盖高速公路、 阜营高速公路、 绥凌高速公路、 大窑湾疏港高速公路等高速公路，和 102国道、 201国道、 202国道、 304国道、 305国道、 306国道、辽宁省滨海公路等主要公路干线。

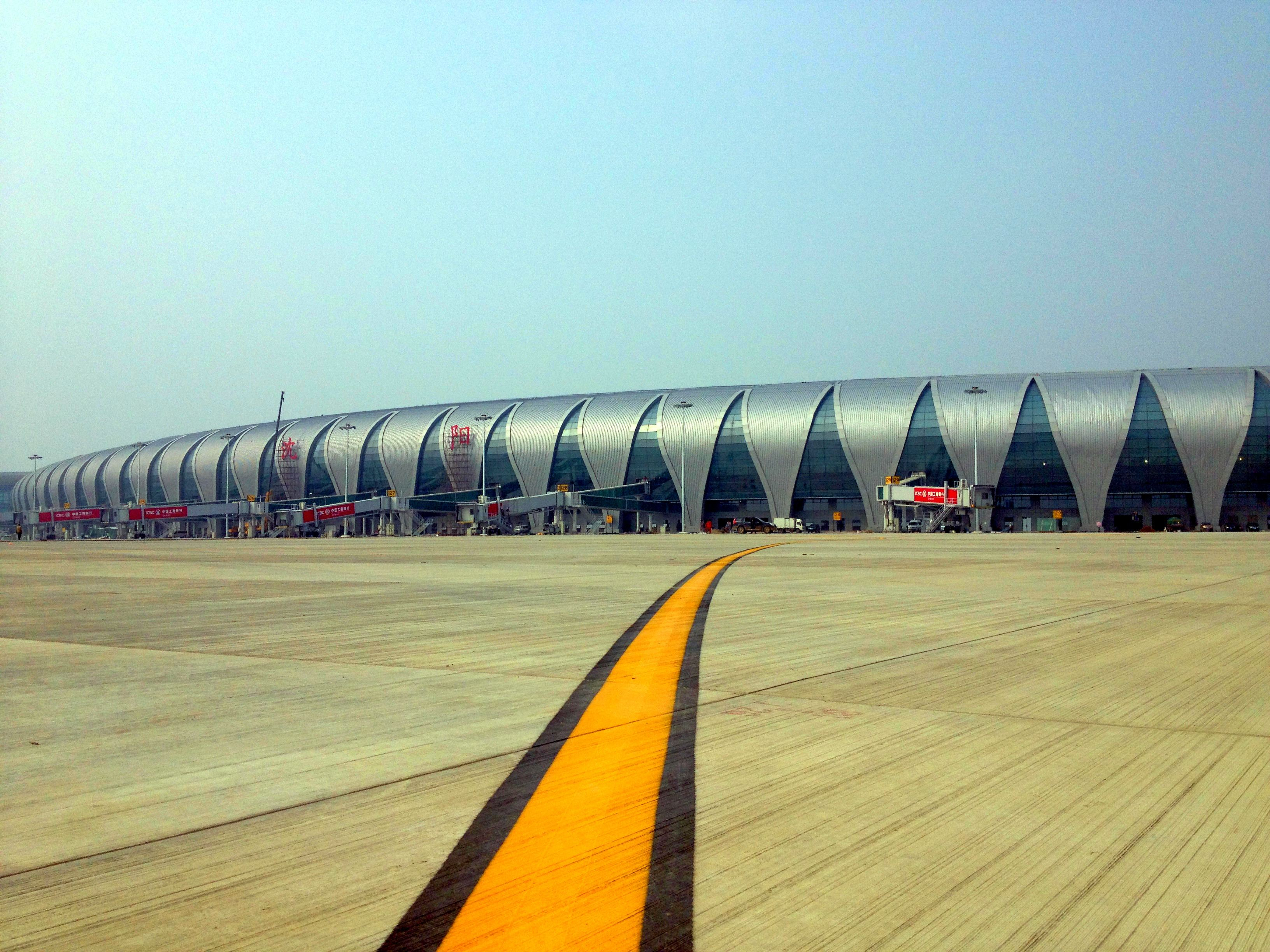
沈阳桃仙机场T3航站楼

### 机场
辽中南地区目前有沈阳桃仙国际机场、大连周水子国际机场、丹东浪头机场、鞍山腾鳌机场、营口兰旗机场、长海大长山岛机场等民用机场，另有大连金州湾国际机场正在建设中。

### 港口
辽中南地区南面临海，有大连港、营口港、丹东港、盘锦港等港口。

## 城市图集

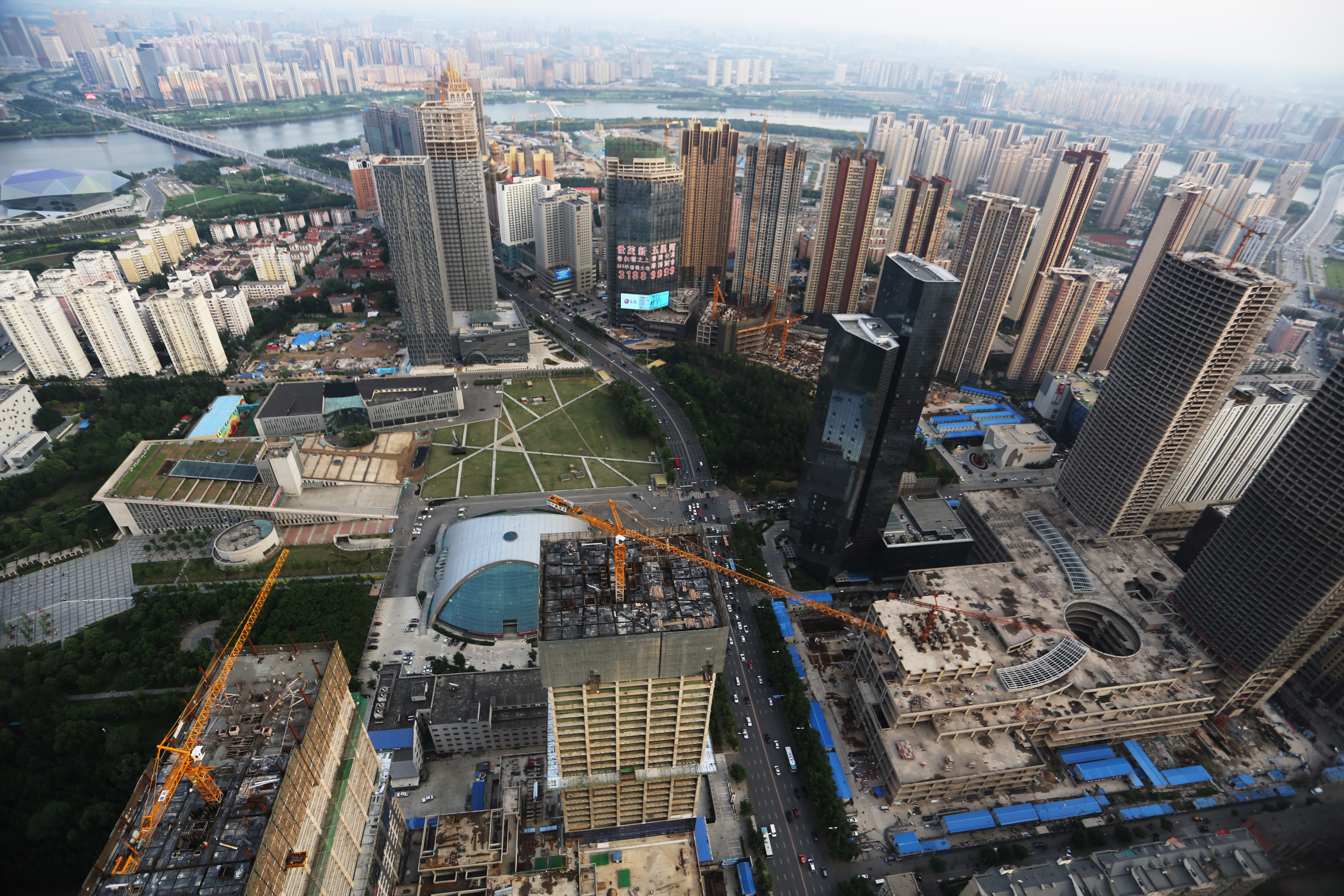
沈阳五里河中心商贸区
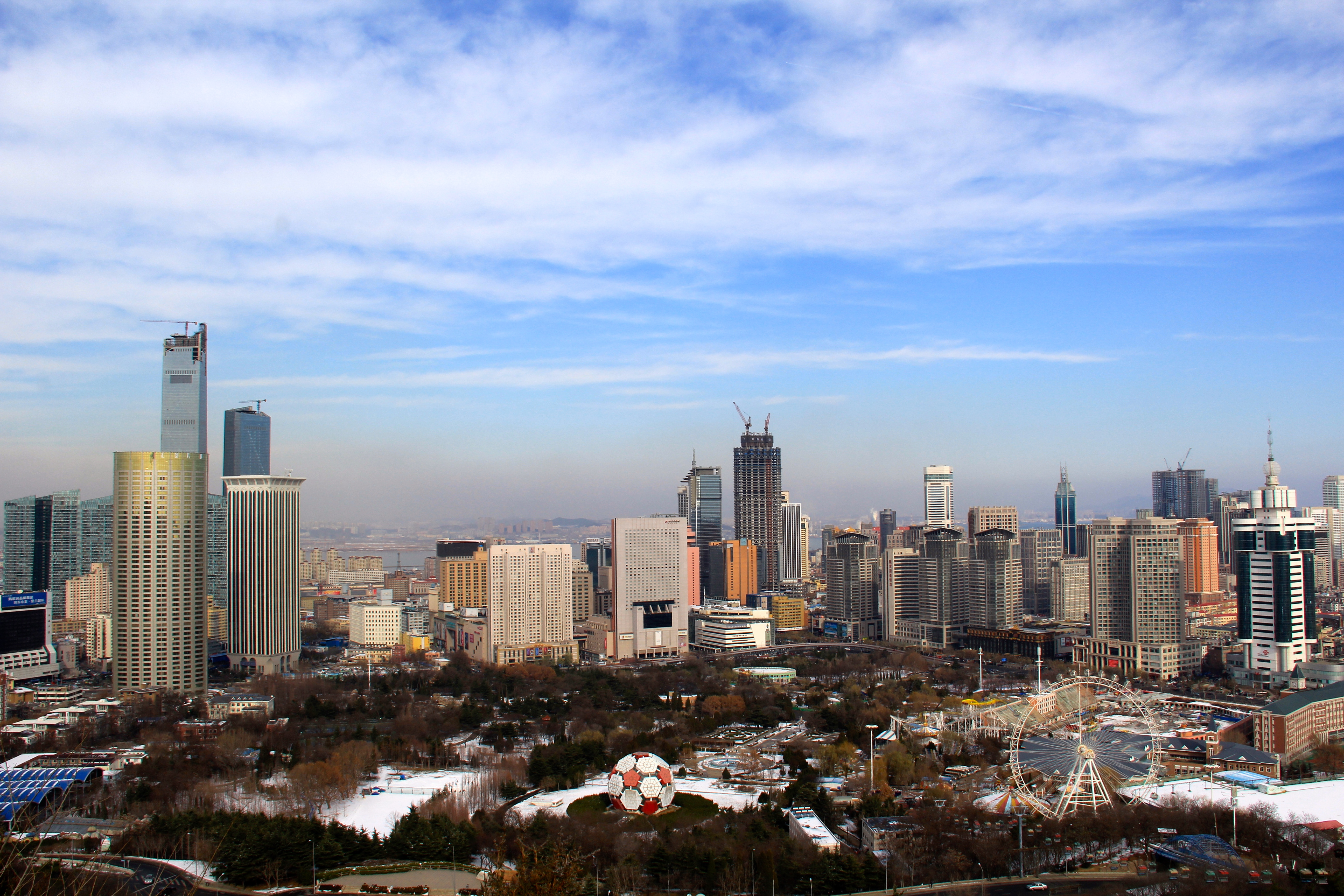
大连天际线
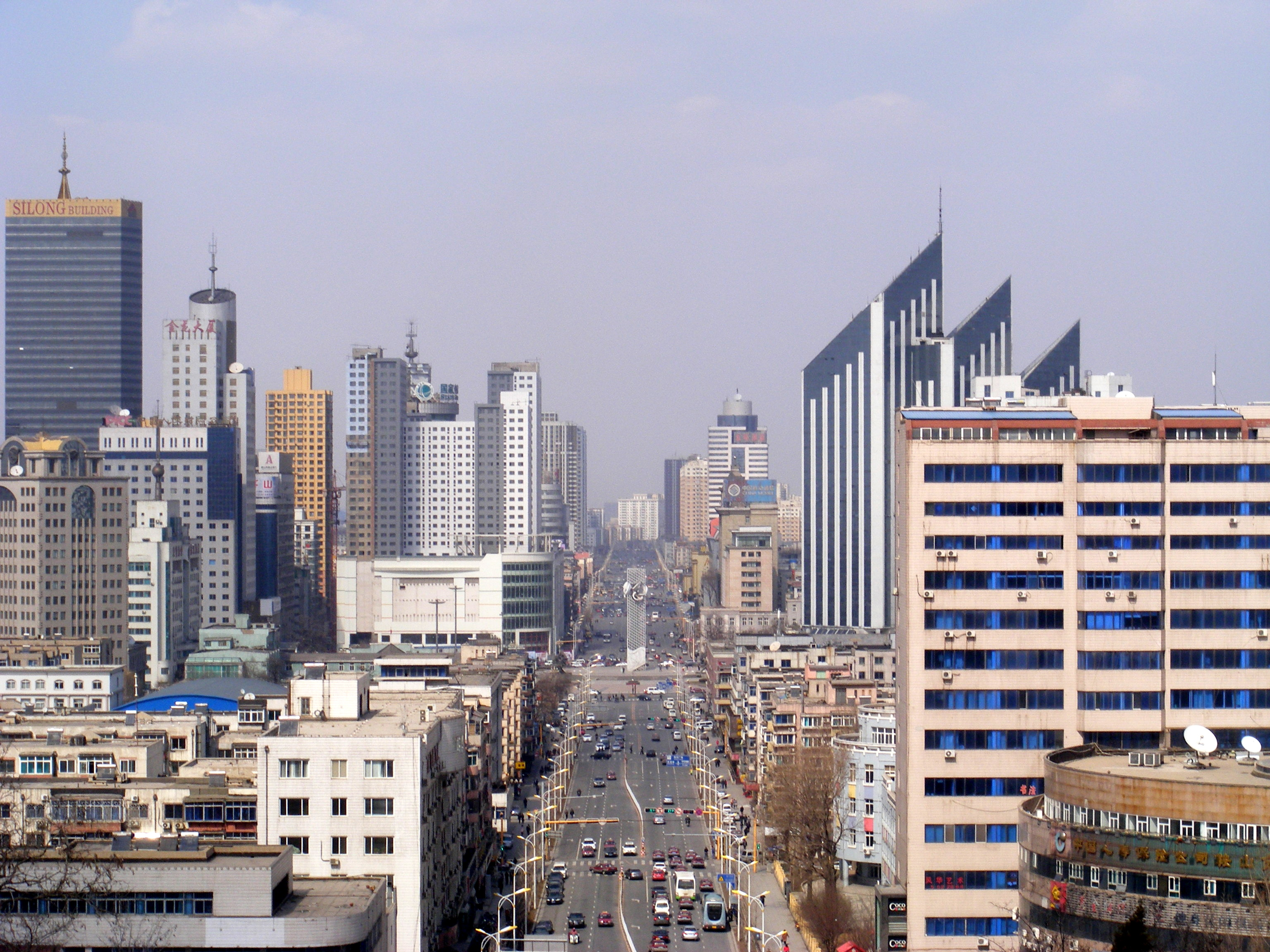
鞍山城区
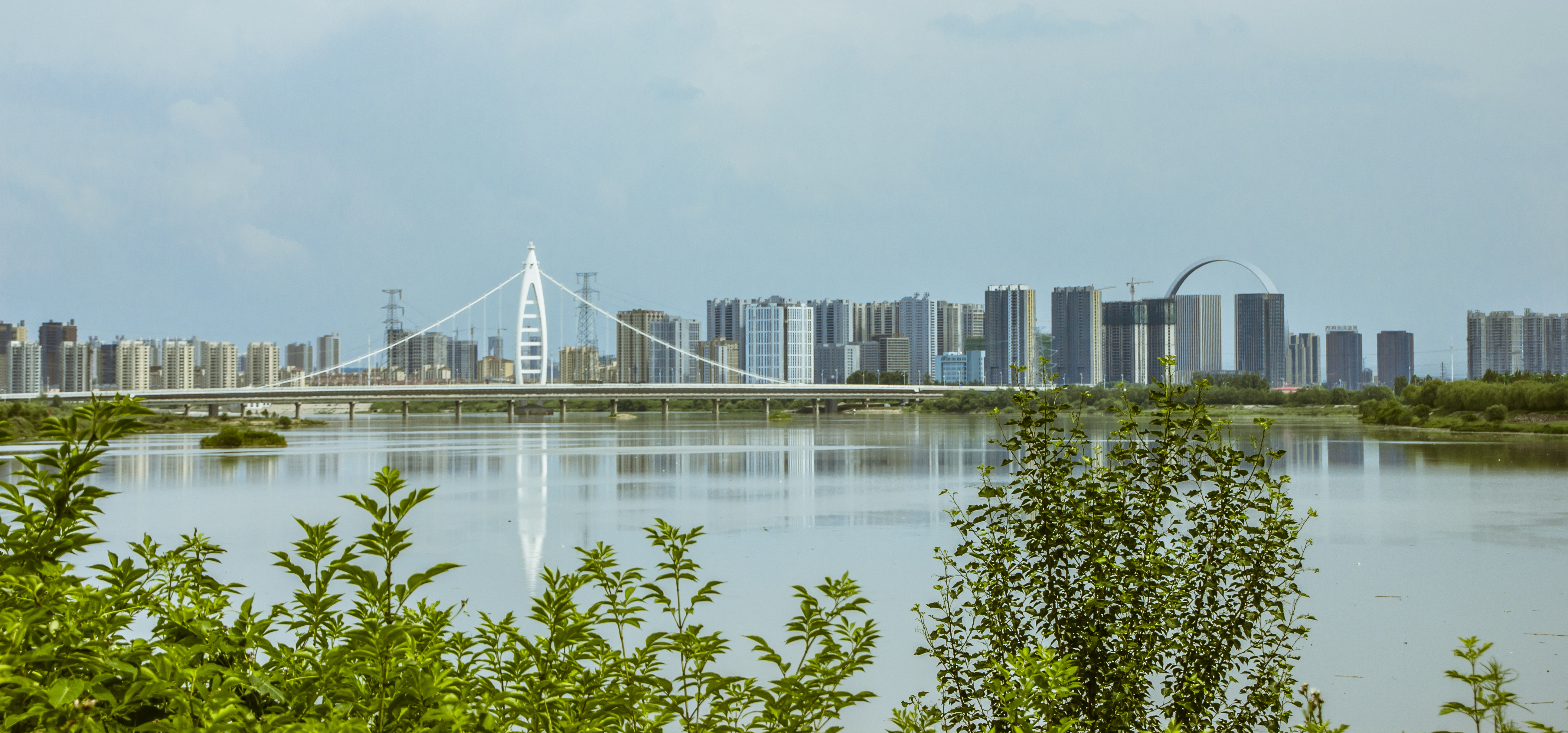
抚顺经济开发区（沈抚新城）
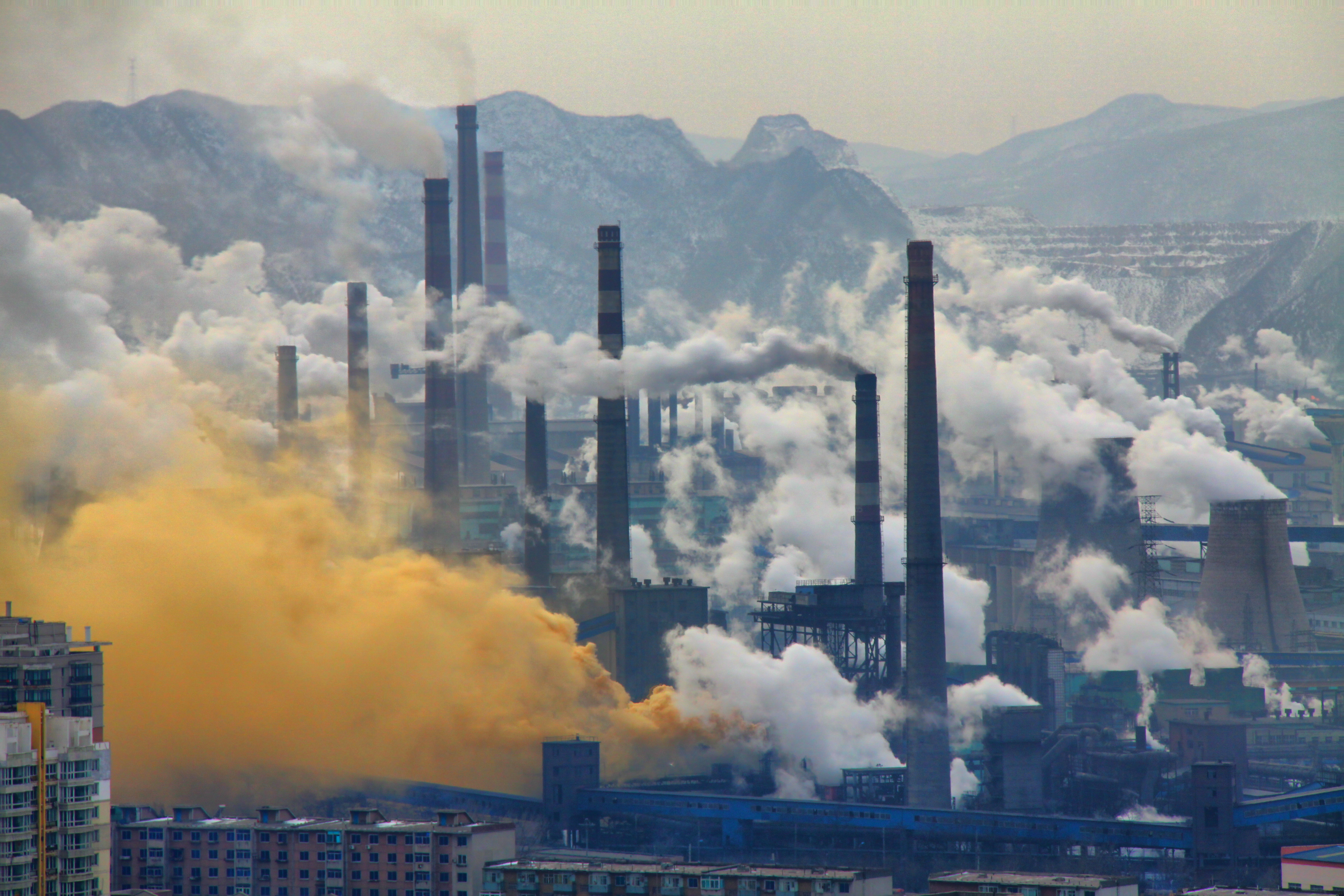
本溪本钢集团
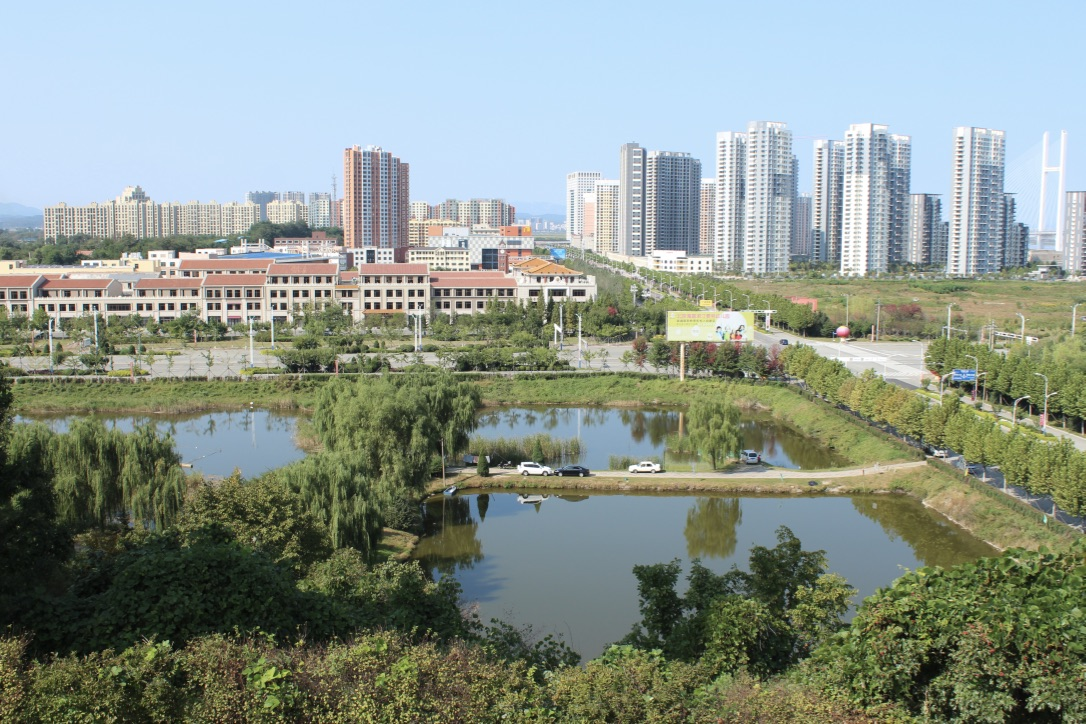
丹东新区一角
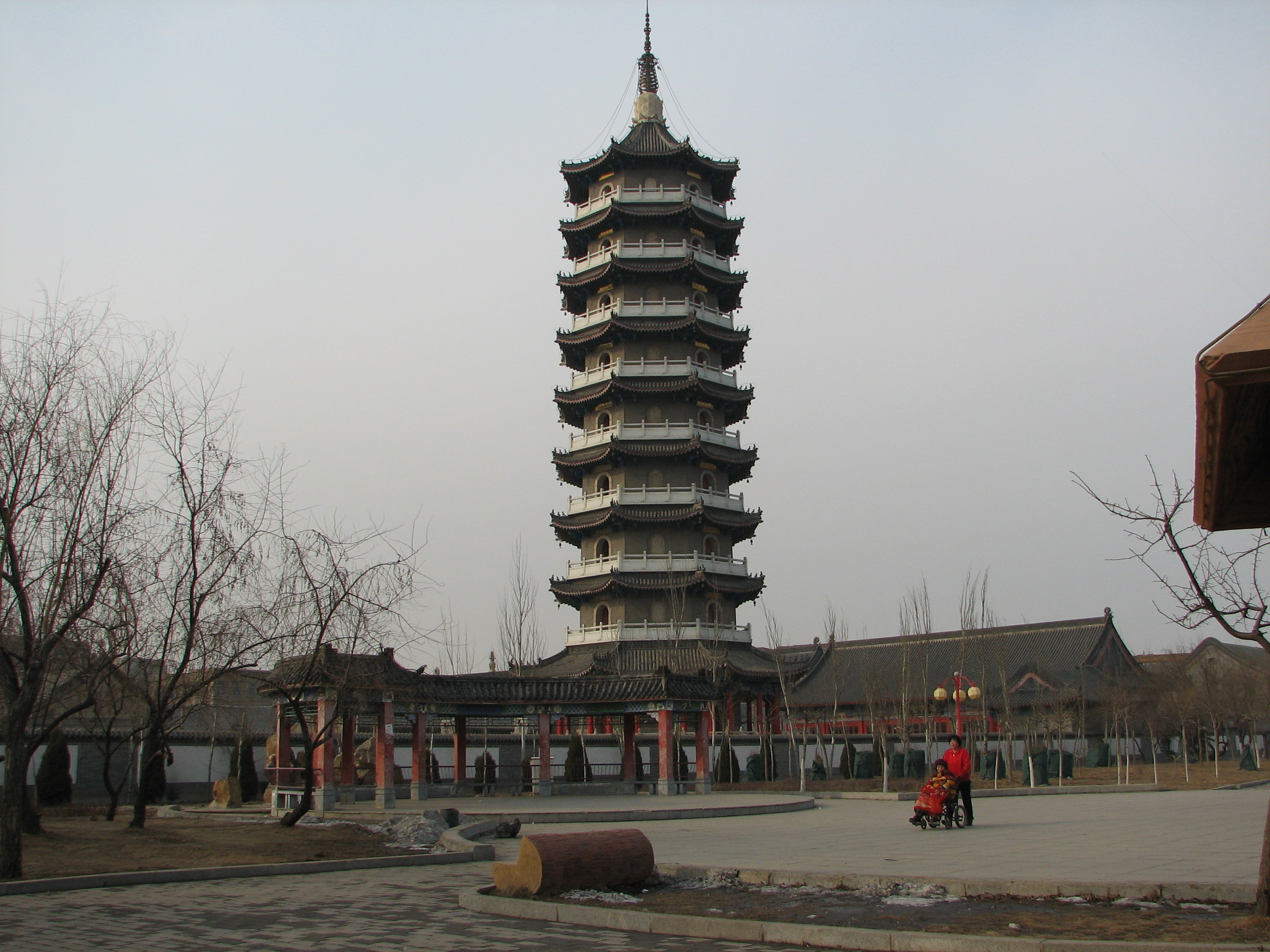
营口楞严禅寺
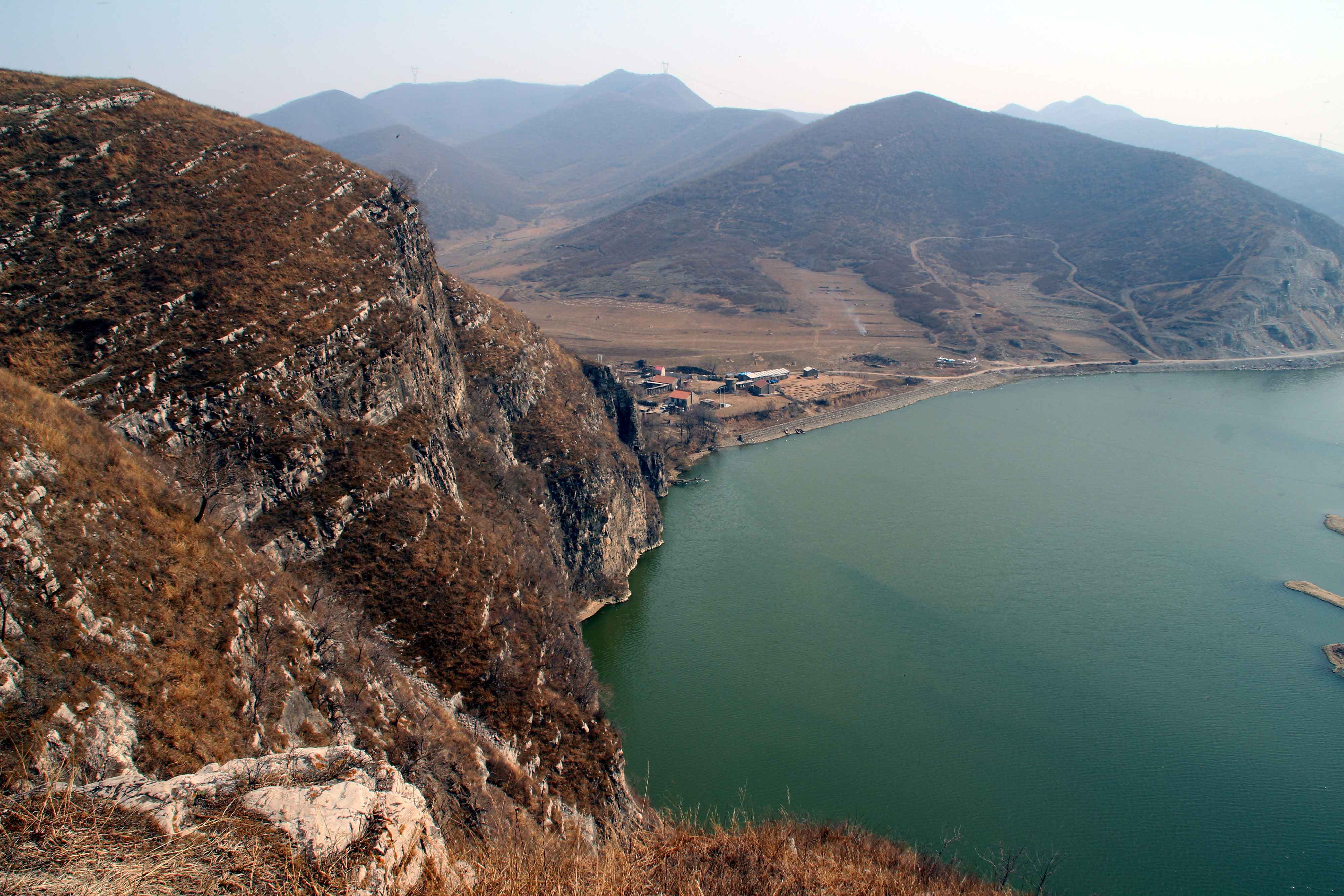
辽阳太子河沿岸
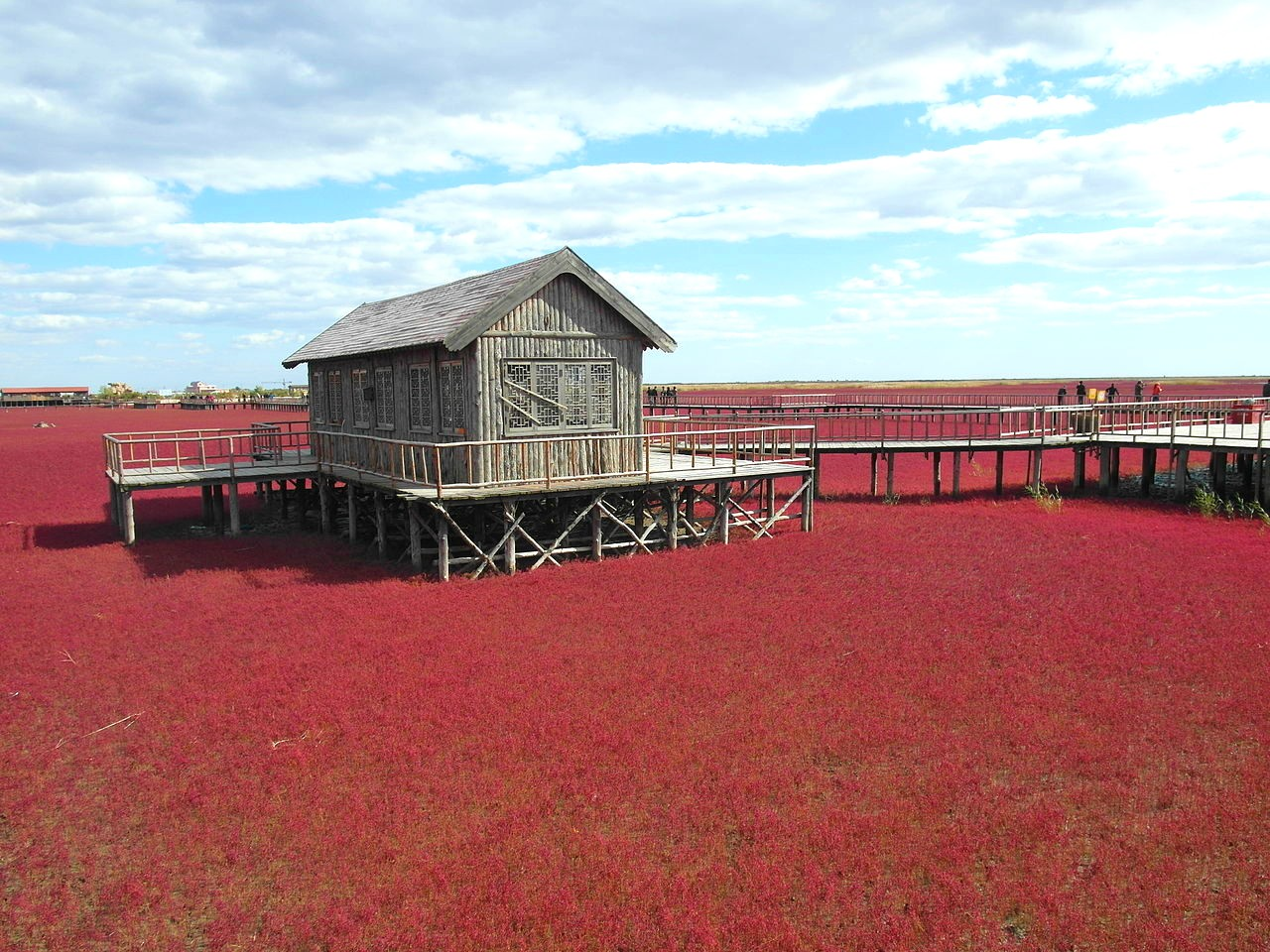
盘锦红海滩
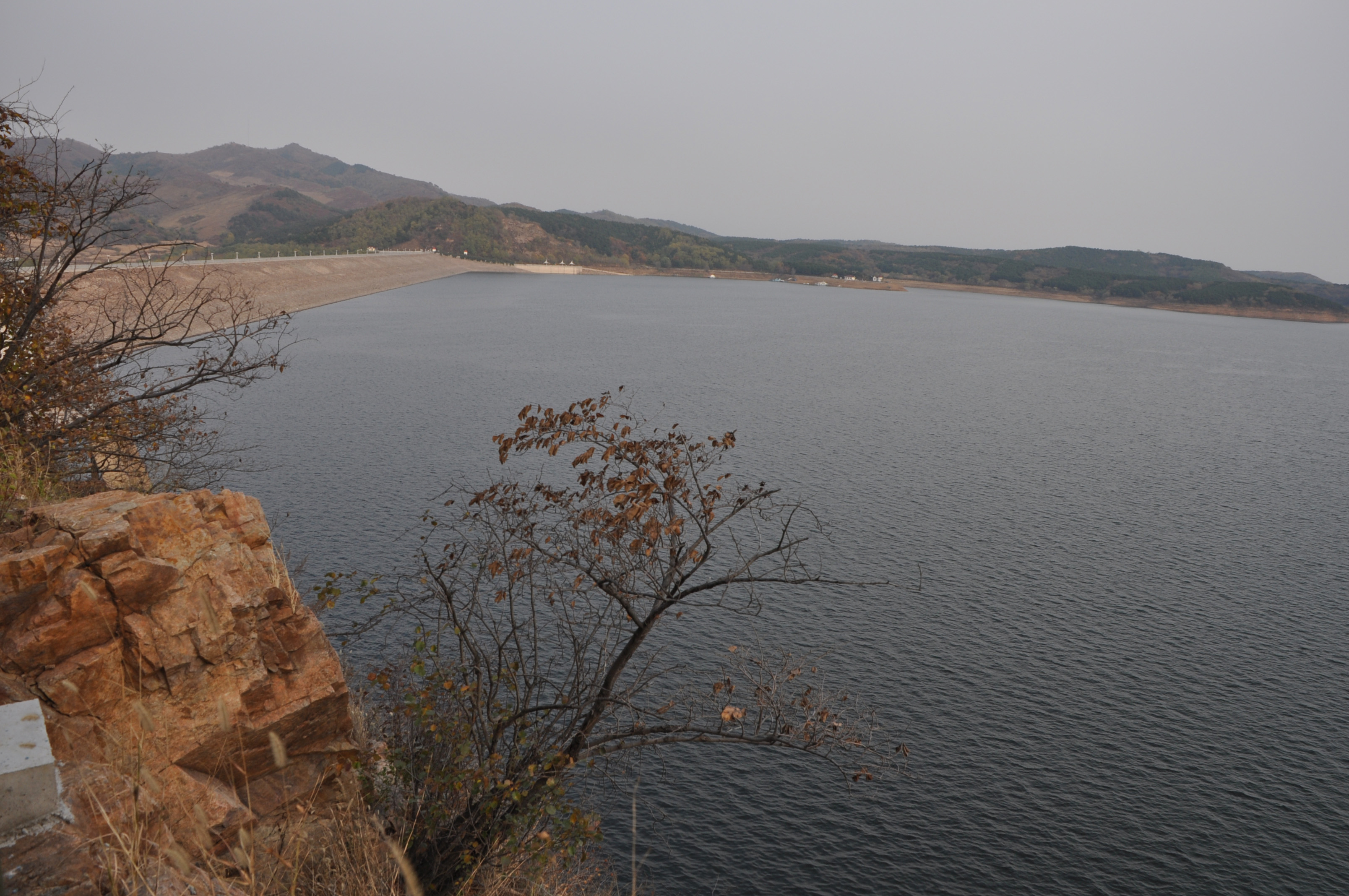
铁岭柴河水库